# Ajan-Fichte
Die Ajan-Fichte (Picea jezoensis) ist eine Pflanzenart aus der Gattung der Fichten (Picea) innerhalb der Familie der Kieferngewächse (Pinaceae). Sie ist im östlichen Asien heimisch.

## Beschreibung

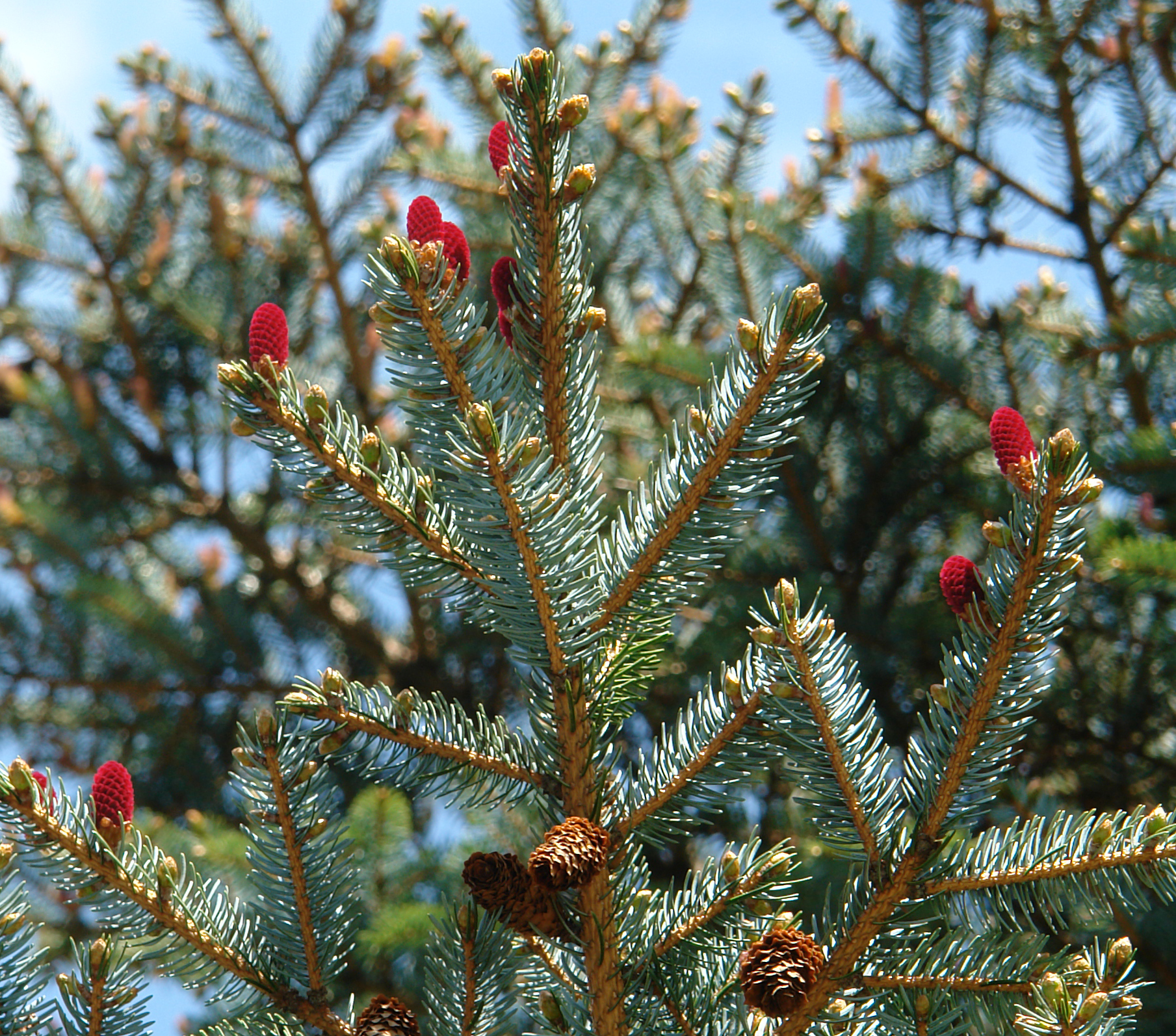
Zweig mit unreifen und reifen Zapfen

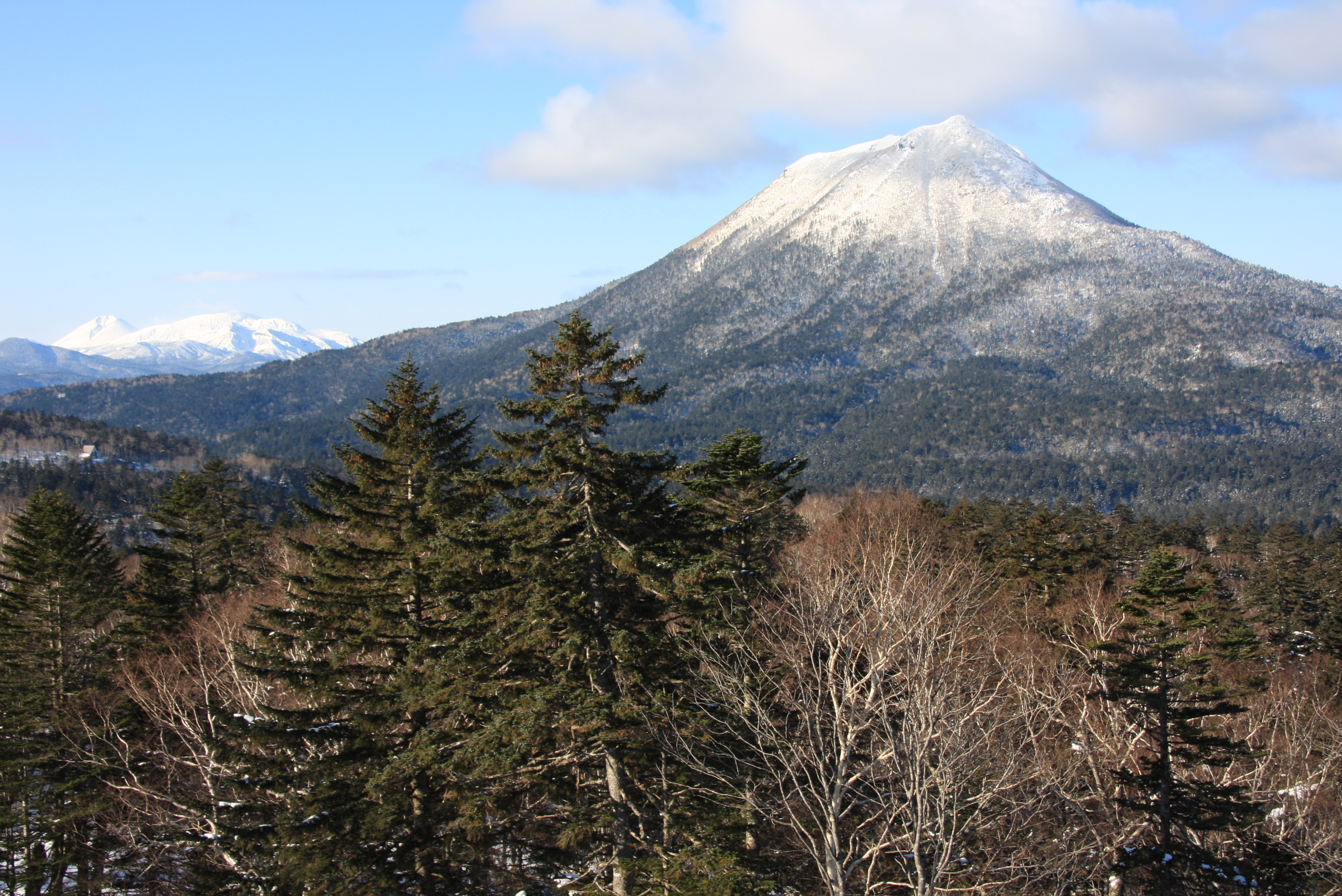
Ajan-Fichten (Picea jezoensis) vor dem Mount Oakan auf Hokkaido

### Vegetative Merkmale
Die Ajan-Fichte wächst als immergrüner Baum, der Wuchshöhen von 35 bis 50 Metern und Brusthöhendurchmesser von 1 bis 1,5 Meter erreichen kann. Der Stamm endet in einer breit-konischen bis pyramidenförmigen Krone. Die Stammborke ist anfangs braun und glatt, raut mit zunehmendem Alter aber auf, bildet tiefe Furchen aus, verfärbt sich gräulich braun, schwarzbraun bis stumpf violettgrau und blättert in unregelmäßig geformten Schuppen ab. Die unbehaarte bis spärlich behaarte, tief gefurchte Rinde der Zweige ist anfangs blassgelb und verfärbt sich mit der Zeit orangegelb bis gelblich braun.
Die nicht harzigen, blassbraunen Winterknospen sind eiförmig-konisch geformt. Die Pulvini werden rund 0,5 Millimeter lang. Die ledrigen, leicht gebogenen Nadeln sind bei einer Länge von 1,2 bis 2,5 Zentimetern und einer Breite von 1,5 bis 2 Millimetern linealisch. Sie sind auf der Ober- und der Unterseite leicht gekielt und ihre Spitze ist spitz zulaufend. Auf der Nadeloberseite befinden sich zwei weiße Stomatabänder.

### Generative Merkmale
Die Ajan-Fichte ist einhäusig-getrenntgeschlechtig (monözisch). Die Blütezeit erstreckt sich von Mai bis Juni. Die rotbraunen männlichen Blütenzapfen sind bei einer Länge von 1,5 bis 2 Zentimetern und einer Dicke von rund 0,6 Zentimetern zylindrisch. Sie stehen einzeln oder in Gruppen von bis zu dreien zusammen. Die einzeln stehenden, hängenden Zapfen sind bei einer Länge von 3 bis 9 Zentimetern und einer Dicke von 2 bis 3,5 Zentimetern länglich-zylindrisch bis annähernd eiförmig geformt. Sie sind anfangs grün, rot- oder violettbraun und verfärben sich bis zur Reife im September oder Oktober hin braun bis gelblich braun. Die papierartigen bis leicht holzigen Samenschuppen sind bei einer Länge von 1 bis 1,2 Zentimetern sowie einer Breite von 0,6 bis 0,8 Zentimetern rautenförmig, elliptisch-rautenförmig oder oval-rautenförmig. Die braunen Samen sind bei einer Länge von 2 bis 3 Millimetern sowie einer Breite von etwa 1,5 Millimetern verkehrt-eiförmig bis oval-keilförmig. Sie haben einen hellbraunen, länglich-eiförmigen Flügel der 0,5 bis 1 Zentimeter lang und 0,2 bis 0,5 Zentimeter breit ist.
Die Chromosomenzahl beträgt 2n = 24.

## Verbreitung, Standort und Gefährdung
Das natürliche Verbreitungsgebiet der Ajan-Fichte liegt im östlichen Asien. Es umfasst dort den östlichen Teil Russlands, Teile Nordkoreas, des nordöstlichen Chinas sowie mehrere Inseln Japans. In Russland kommt die Ajan-Fichte entlang des Ussuri und der Küste des Ochotskischen Meeres nordwärts bis nach Magadan, auf der Insel Sachalin, auf den Kurilen und im zentralen Kamtschatka vor. In China findet man Picea jezoensis in den Provinzen Heilongjiang, Jilin und Nei Mongol. In Japan gibt es Vorkommen auf den südlichen Kurilen und auf den beiden Hauptinseln Hokkaidō (historisch auch Jezo genannt) sowie Honshū.
Die Ajan-Fichte gedeiht in Höhenlagen von 40 bis 2700 Metern. Die jährliche Niederschlagsmenge beträgt je nach Standort zwischen 1000 und 2500 mm. Picea jezoensis kommt vor allem in subalpinen Wäldern in Gebirgen und in Flusstälern vor, wo sie auf podsoligen Böden wächst. Es werden häufig Mischbestände mit anderen Nadelbaumarten wie Tannen (Abies spec.), Lärchen (Larix spec.) und Kiefern (Pinus) und der Nordjapanischen Hemlocktanne (Tsuga diversifolia), aber auch mit Laubbaumarten wie Ermans Birke (Betula ermani) gebildet.
Die Nominatform sowie die Unterart hondoensis werden in der Roten Liste der IUCN als „nicht gefährdet“ eingestuft. Als Gefährdung gelten Holzschlägerungen verbunden mit Bränden auf der Kahlschlagfläche, da diese eine natürliche Verjüngung der Art verhindern.

## Nutzung
Das Holz der Ajan-Fichte findet als Bau- und Möbelholz sowie zur Herstellung von Maschinen, Masten und Zellstoff Verwendung. Der Korpus des Tonkori, eines Saiteninstrumentes der Ainu, wird aus dem Holz dieser Art gefertigt. Aus der Borke werden Tannine, aus dem Stamm Harz und aus den Nadeln aromatische Öle gewonnen.

## Systematik
Die Art Picea jezoensis gehört zur Serie Ajanenses der Sektion Sitchenses aus der Untergattung Casicta innerhalb der Gattung der  Picea.
Die Erstbeschreibung unter dem Namen (Basionym) Abies jezoensis erfolgte 1842 durch Philipp Franz von Siebold und Joseph Gerhard Zuccarini in Flora Japonica, Band 2 (2), Seite 19. Élie-Abel Carrière überführte die Art im Jahr 1855 in Traité Général des Conifères. S. 255 in die Gattung Picea. Das Artepitheton jezoensis entstand aus der alten Bezeichnung Yezo für Hokkaido.
Je nach Autor gibt es von Picea jezoensis bis zu vier Varietäten (oder Unterarten):
- Picea jezoensis var. hondoensis (Mayr) Rehder (Syn.: Picea hondoensis Mayr, Picea jezoensis subsp. hondoensis (Mayr) P.A.Schmidt): Dieser Endemit kommt nur im zentralen Honshū vor. Sie hat eine stumpf rotbraune Borke und ihre Nadeln sind 8 bis 15 Millimeter lang und etwa 1,5 Millimeter breit.[1]
- Picea jezoensis (Siebold & Zucc.) Carrière var. jezoensis: Sie kommt fast im gesamten Verbreitungsgebiet vor.
- Picea jezoensis var. koreana Uyeki (Syn.: Picea jezoensis var. komarovii  (V.N.Vassil.) W.C.Cheng & L.K.Fu) (Syn.: ist Picea komarovii  V.N.Vassil.): Sie kommt in Nordkorea, dem östlichen Russland sowie in Heilongjiang und im östlichen und südlichen Jilin vor. Sie hat 3 bis 4 Zentimeter lange und 2 bis 2,2 Zentimeter dicke Zapfen.[1][2]
- Picea jezoensis var. microsperma (Lindl.) W.C.Cheng & L.K.Fu (Syn.: Abies ajanensis var. microsperma (Lindl.) Mast., Picea microsperma (Lindl.) Carrière): Sie kommt in Japan, im östlichen Russland, der Inneren Mongolei und in den chinesischen Provinzen Heilongjiang sowie Jilin vor. Sie hat 4 bis 9 Zentimeter lange und 2 bis 2,6 Zentimeter dicke Zapfen.[2]